# Karel Halíř
Karel Halíř, także Karl Halir (ur. 1 lutego 1859 we Vrchlabí, zm. 21 grudnia 1909 w Berlinie) – czeski skrzypek i pedagog.

## Życiorys
W latach 1867–1873 studiował w Konserwatorium Praskim u Antonína Bennewitza, następnie od 1874 do 1876 roku był uczniem Josepha Joachima w Berlinie. Od 1876 do 1879 roku był członkiem berlińskiej orkiestry Benjamina Bilsego. Prowadził orkiestry w Królewcu (1879) oraz Nicei i Lugano (1880–1881). Od 1883 do 1893 roku pełnił funkcję koncertmistrza orkiestry dworskiej w Weimarze. W latach 1893–1897 ponownie przebywał w Berlinie, gdzie był koncertmistrzem Königlische Hofoper. Od 1896 do 1897 roku przebywał na tournée koncertowym w Stanach Zjednoczonych. Od 1897 roku występował jako drugi skrzypek w kwartecie Josepha Joachima. Wykładał też w berlińskiej Hochschule für Musik.
Cieszył się sławą znakomitego interpretatora dzieł Piotra Czajkowskiego, jako pierwszy w Niemczech wykonał jego Koncert skrzypcowy D-dur. Był autorem podręcznika gry na skrzypcach pt. Neue Tonleiterstudien. Od 1888 roku był żonaty ze śpiewaczką Teresą Zerbst.